# Marcella Corcoran Kennedy
Marcella Corcoran Kennedy (née le 7 janvier 1963) est une femme politique irlandaise du Fine Gael qui est ministre d'État de 2016 à 2017. Elle est Teachta Dála (TD) de 2011 à 2020,,.

## Biographie
Marcella Corcoran Kennedy est membre du conseil du comté d'Offaly de 1999 à 2009 pour la zone électorale locale de Ferbane. Aux élections générales de 2011, elle est élue dans la circonscription de Laois-Offaly, puis aux élections de février 2016, elle est élue dans la circonscription d'Offaly.
Le 19 mai 2016, elle est nommée ministre d'État au ministère de la Santé avec une responsabilité particulière pour la promotion de la santé par le gouvernement indépendant du Fine Gael sur la nomination du Taoiseach Enda Kenny. Elle n'est pas reconduite après que Leo Varadkar soit devenu Taoiseach le 14 juin 2017.
Elle se présente aux élections générales de 2020 pour la circonscription réformée de Laois-Offaly, mais n'est pas réélue.